# Communion (ou Invocation)
Pour les articles homonymes, voir Communion (homonymie).
La Communion (ou Invocation), op. 151, est une œuvre de la compositrice Mel Bonis, datant de 1935.

## Composition
Mel Bonis compose sa Communion (ou Invocation) pour orgue à pédale. Il existe trois manuscrits, ayant successivement pour titre « Communion », « Allegretto » et « Poco lento ». L'œuvre est éditée par la Schola Cantorum en 1935, puis rééditée une première fois sous le titre « Invocazione » par les éditions Carrara en 1971, puis une seconde fois sous le titre « Communion en mi bémol majeur » par les éditions Armiane. Il s'agit d'une transcription du Prélude en mi bémol majeur pour piano, op. 10.

## Analyse
La compositrice pensait réunir cette Communion avec son Prélude et Fuguette, et son Choral. Il se pourrait que l'Abbé Joubert ait laissé des indications de registrations sur ce manuscrit, comme sur plusieurs autres. De plus, ce dernier narre clairement, dans sa correspondance, qu'il a eu entre les mains cette Communion. On retrouve, dans cette pièce, des lignes de basses conjointes, la présence de degrés faibles, des épisodes très modulants débouchant sur des cadences classiques au dernier moment ainsi qu'un peu de modalité ancienne.

## Sources
- Étienne Jardin, Mel Bonis (1858-1937) : parcours d'une compositrice de la Belle Époque, 2020 (ISBN 978-2-330-13313-9 et 2-330-13313-8, OCLC 1153996478, lire en ligne)